# Sam G. Bratton
Sam Gilbert Bratton, född 19 augusti 1888 i Kosse, Texas, död 22 september 1963 i Albuquerque, New Mexico, var en amerikansk demokratisk politiker.
Han studerade juridik och inledde 1909 sin karriär som advokat i Farwell, Texas. Han flyttade 1915 till Clovis, New Mexico.
Han var domare i delstaten New Mexicos högsta domstol 1923-1924. Han avgick som domare för att kandidera till USA:s senat. Han vann valet och omvaldes 1930 till en andra mandatperiod i senaten, men avgick sedan 1933 när han blev utnämnd till domare i en federal appellationsdomstol, var han stannade kvar till 1961.
Brattons grav finns på Fairview Park Cemetery i Albuquerque.